# Olmützer Quargel

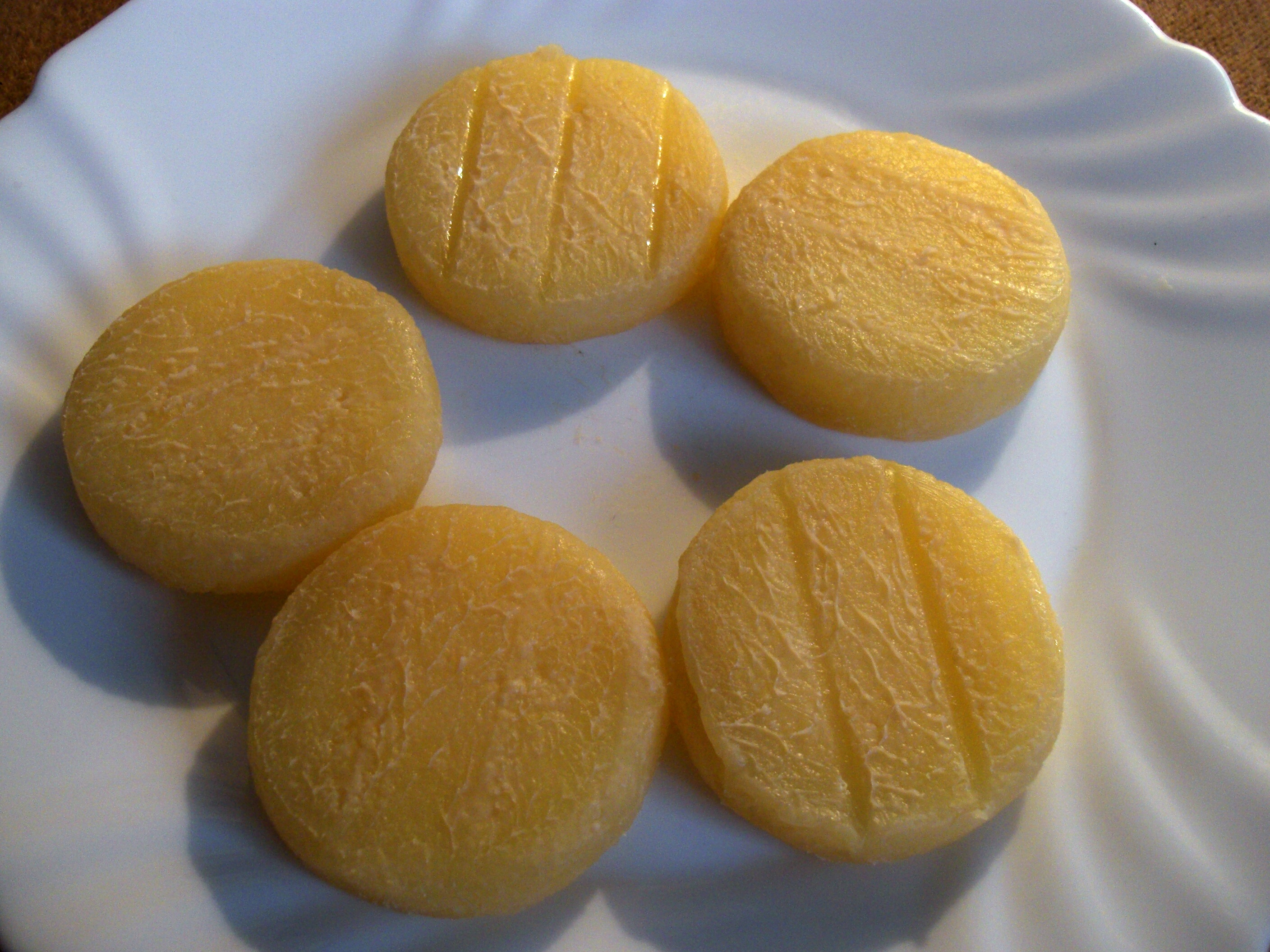
Olmützer Quargel

Der Olmützer Quargel (tschechisch: Olomoucký tvarůžek, bzw. Olomoucký syreček – üblicher ist aber die Mehrzahl: Olomoucké tvarůžky, auch Olomoucké syrečky) ist ein Sauermilchkäse mit Rotschmiere, der angeblich bereits im 15. Jahrhundert im Umland der mährischen Stadt Olmütz (Olomouc) hergestellt wurde und als einziger ursprünglich tschechischer Käse gilt. Seit dem 4. August 2010 ist Olmützer Quargel eine europäische, geschützte geografische Angabe. Nach einer fünfjährigen Übergangszeit darf diese seit August 2015 nur noch für den in Tschechien hergestellten Käse verwendet werden.
Original Olmützer sowie Sächsische oder Österreichische Quargel werden seit Jahrhunderten hergestellt und wurden im 20. Jahrhundert auch unter tschechischem Namen bekannt. In Deutschland und Österreich wurden Quargel bis 2015 noch unter der Herkunftsbezeichnung Olmützer Quargel von einigen Käsereien hergestellt und vertrieben.
Der Quargel wird aus Kuhmilch hergestellt und reift in 24 bis 26 Stunden. Er hat ein leicht säuerlich pikantes bis kräftiges Aroma und einen markanten Geruch, der dem deutschen Harzer Käse ähnlich ist. Der heute industriell im mährischen Loštice hergestellte Käse wird in verschiedenen Ausformungen produziert. Es gibt ihn in Stangen sowie in kurzen Röllchen mit oder ohne Loch.

## In der Kultur

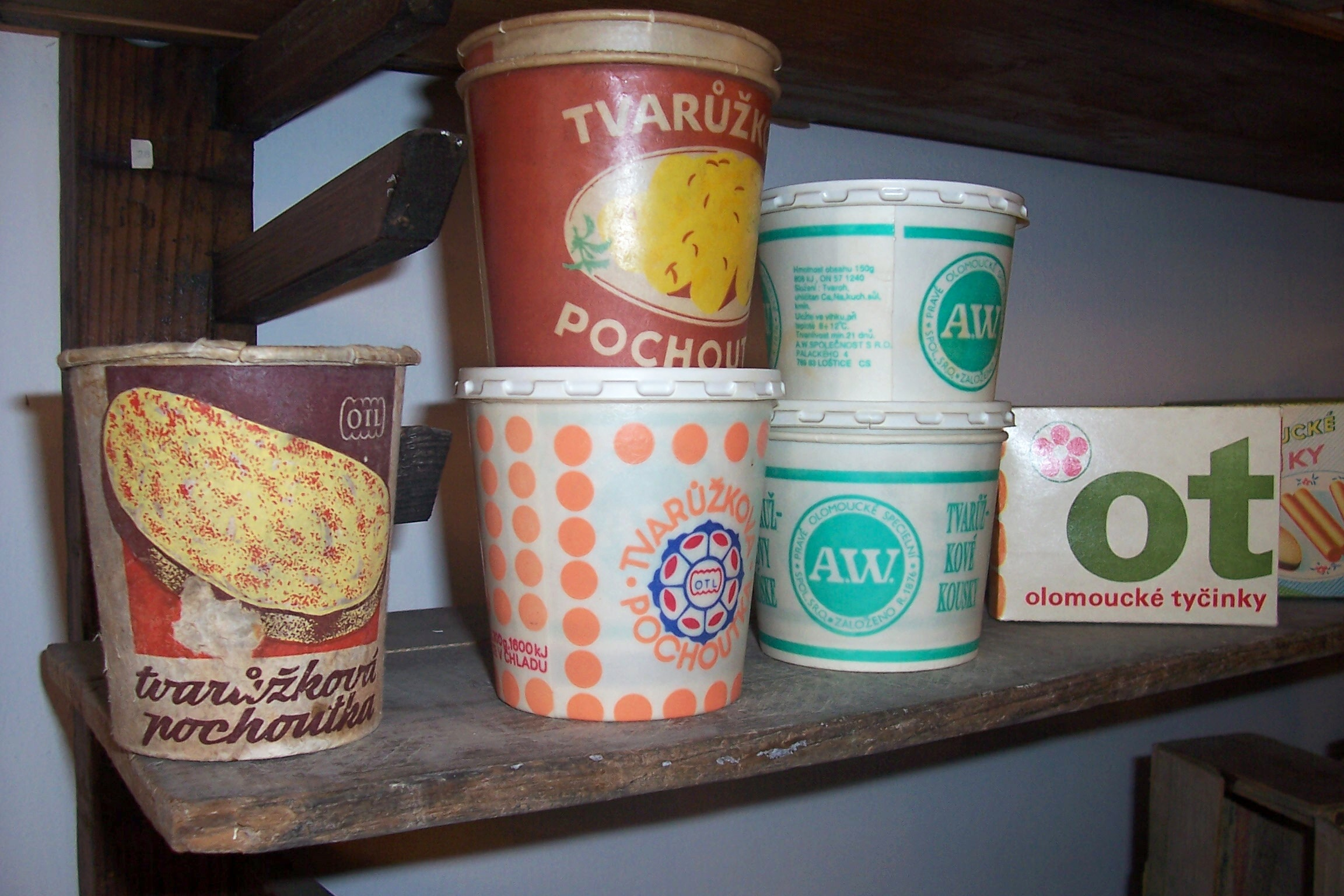
Historische Verpackungen im Quargelmuseum in Loštice

Olmützer Quargel kommt im 1923 von Fritz Löhner-Beda geschriebenen deutschen Text des Liedes Yes! We Have No Bananas vor, auf Deutsch Ausgerechnet Bananen!, in der Komödie Adele hat noch nicht zu Abend gegessen sowie im Buch Schöntrauer von Bohumil Hrabal und in einem Mundartgedicht von Michael Haas. In Loštice gibt es seit 1994 ein Museum des Olmützer Quargels.